# Dimitrios Katsivelis
Dimitrios "Dimitris" Katsivelis (griechisch Δημήτριος "Δημήτρης" Κατσίβελης, * 1. Oktober 1991 in Thermi) ist ein griechischer Basketballspieler, der bei einer Körpergröße von 1,98 m  auf den Positionen des Point Guards bzw. des Shooting Guards eingesetzt werden kann.

## Karriere

### Auf Vereinsebene
Katsivelis erlernte das Basketballspiel in den Jugendabteilungen des Mantoulidis und wurde während der Saison 2009/10 in deren erste Mannschaft berufen, die damals in der Beta Ethniki, der dritthöchsten Spielklasse im griechischen Basketball, spielte. Zur Folgesaison verpflichte ihn der Erstligist Olympiakos Piräus und stattete das junge Talent mit einem Fünfjahresvertrag aus.  Katsivelis folgte damit seinem ehemaligen Mannschaftskameraden Kostas Sloukas nach Piräus, der bereits zwei Jahre zuvor bei Olympiakos seine professionelle Karriere begann und ebenfalls in diversen Jugendmannschaften des Mantoulidis spielte.
Sein Pflichtspieldebüt in der A1 Ethniki gab Katsivelis am 23. Oktober 2010 beim Auswärtsspiel gegen den Aris Saloniki, welchen Olympiakos mit 78:65 Punkten deklassierte. Auf Seiten der Gäste überzeugte vor allem Vasilis Spanoulis der ebenfalls sein erstes Pflichtspiel für Olympiakos bestritt, nachdem er zur Sommerpause vom Erzrivalen Panathinaikos nach Piräus gewechselt war. Zusammen feierten sie in jener Saison den nationalen Pokalsieg und damit den ersten Titel für Katsivelis. Mit Olympiakos gewann der Guard in den folgenden Jahren noch zweimal die griechische Meisterschaft, sowie zweimal die EuroLeague, den höchstdotierten Wettbewerb für Vereinsmannschaften im europäischen Basketball.
Über die Jahre hinweg präzisierte Katsivelis sein Spiel bei Olympiakos weiter und war auch fester Bestandteil und verlässlicher Backup seiner Mannschaft, über seine Reservistenrolle kam er aber nie wirklich hinaus. So entschied er sich zur Saison 2015/16, nachdem sein Vertrag bei Olympiakos ausgelaufen war, diesen nicht zu verlängern, sondern zu AEK Athen zu wechseln, bei denen er mehr Verantwortung übernehmen sollte. Den Beginn der Saison verpasste er allerdings aufgrund einer Verletzung. Am 3. Januar 2016, dem zwölften Spieltag der damaligen Saison, unterlag der AEK dem Panathinaikos mit 64:67 Punkten. Bei diesem Spiel kam Katsivelis zu seinem 100sten Einsatz in der ersten griechischen Liga. Diese hatte er allerdings zum Sommer 2016 wieder verlassen, nachdem er auch beim AEK nicht die entscheidenden Akzente setzen konnte, um sich in die feste Rotation des Kaders zu spielen. Katsivelis wechselte in die VTB United League und zum BK Astana. Sein Debüt für das Kasachische Basketballteam, bestritt er am 22. Oktober 2016 im Spiel gegen den VEF Rīga, dass Astana mit 66:64 Punkten für sich entschieden hatte. Katsivelis Anteil zum Sieg betrug sieben Punkte, vier Assists, vier Rebounds und zwei Blocks, bei 26:39 Minuten Einsatzzeit.

### Nationalmannschaft
Katsivelis durchlief sämtliche Jugend-Nationalmannschaften Griechenlands. So gewann er unter anderem bei der Europameisterschaft 2008 an der Seite von Papanikolaou, Mantzaris und Sloukas mit der griechischen U-18 Auswahl  die Goldmedaille. Im Finale traf das griechische Team auf die litauische Auswahl, welches es mit 57:50 Punkten besiegen konnte.
Bei der 2009 ausgetragenen U-19-Basketball-Weltmeisterschaft in Neuseeland erreichte die griechische Auswahl um Katsivelis ebenfalls das Finale, unterlag in Auckland aber den US-Amerikanern mit 88:80 Punkten.
Erneut Silber gab es bei der Europameisterschaft 2010, nachdem die griechische U-20 Auswahl an der französischen U-20 scheiterte. Die Franzosen setzen sich mit 73:62 Punkten durch.
Für den A-Kader debütierte Katsivelis am 9. August 2013. Für die dann angestandene Europameisterschaft wurde er aber vom damaligen Nationaltrainer Andrea Trinchieri nicht weiter berücksichtigt.

## Erfolge
| - Griechischer Pokalsieger: 2011 - Griechischer Meister: 2012, 2015 - EuroLeague: 2012, 2013 - Intercontinental Cup: 2013 | - Erster Platz beim Albert-Schweitzer-Turnier 2008 - U18-Europameister: 2008 - U19-Vizeweltmeister: 2009 - U20-Vizeeuropameister: 2010 |